# Ksor Ní
Ksor Ní (1925–2019), tên thường gọi là Ama H'Nhan, là nhà cách mạng Việt Nam, từng đảm nhiệm chức vụ Bí thư Tỉnh ủy Gia Lai, Chủ tịch Ủy ban nhân dân tỉnh Gia Lai - Kon Tum.

## Thân thế
Ksor Ní sinh ngày 10 tháng 2 năm 1925 (có nguồn ghi là 1924) ở Bôn Tham, xã Ia Trok, huyện Ia Pa, tỉnh Gia Lai (thời Pháp thuộc thuộc tỉnh Pleiku). Ông là con út và cũng là con trai duy nhất trong gia đình bốn người con, cha là Siu Jơ Ling, mẹ là Ksor H'Pim.
Cha của Ksor Ní vì giúp đỡ người dân nghèo trốn thuế thân nên bị lính Pháp đóng ở đồn Cheo Reo bắt giữ và tra tấn suốt mười ngày. Năm 1935, ông Siu Jơ Ling chết vì bạo bệnh do hậu quả khi bị giam giữ, Ksor Ní sang buôn Săm Ma Na, sống cùng anh rể Rơ Ô Bơng. Tại đây, ông bắt đầu học đi học và lên Buôn Ma Thuột học hết bậc Tiểu học. Năm 1941, ông đến Bình Định để theo học trường Thành chung Võ Tánh ở Quy Nhơn. Sau sự kiện Nhật đảo chính Pháp, trường Võ Tánh chuyển sang học tiếng Việt thay cho tiếng Pháp.
Đầu tháng 4 năm 1945, trên đường từ Quy Nhơn về Cheo Reo, ông dừng lại ở Pleiku để thăm Nay Phin, Hiệu trưởng Trường Tiểu học Pleiku. Đến tháng 6, ông gặp gỡ Rơ Chăm Thép (Ama Quang) mới trở về từ Trường Canh nông (Tuyên Quang) và được Rơ Chăm Thép giới thiệu về Mặt trận Việt Minh. Cảm thấy mới mẻ, ông quyết định ở lại và tham gia phong trào thanh niên, học sinh, viên chức ở Pleiku.
Tháng 8 năm 1945, sau khi đón đại diện Việt Minh về tiếp nhận chính quyền ở Pleiku, Ksor Ní và Nay Phin về quê tổ chức khởi nghĩa, giải phóng huyện lỵ Cheo Reo. Ủy ban nhân dân cách mạng huyện Cheo Reo thành lập do Nay Phin làm Chủ tịch, năm ủy viên là Rơ Chăm Thép, Rơ Chăm Briu, Ksor Ní, Siu Deo, Siu Sinh với cố vấn là Nay Der. Ksor Ní là Ủy viên phụ trách tài chính (Trưởng phòng Tài chính).

## Qua hai cuộc chiến

### Kháng chiến chống Pháp
Tháng 3 năm 1946, Ksor Ní trở về Pleiku tham dự Đại hội các dân tộc thiểu số miền Nam (còn gọi là Đại hội đoàn kết nhân dân các dân tộc Tây Kỳ chống Pháp). Vào ngày tổ chức, Chủ tịch Hồ Chí Minh có viết một bức thư gửi Đại hội. Xúc động trước nội dung bức thư, Ksor Ní đã viết một bài hát ca ngợi Chủ tịch Hồ Chí Minh. Tháng 4 năm 1946, ông được bầu vào Hội đồng nhân dân tỉnh Gia Lai. Tháng 5, ông được cử ra Hà Nội tham dự Đại hội Thanh niên các dân tộc Việt Nam. Cùng tháng, quân đội Pháp gần như chiếm lĩnh hoàn toàn Tây Nguyên. Ở Hà Nội, người Pháp dùng đài phát thành tuyên bố: "Người dân Tây Kỳ niềm nở đón tiếp quân Pháp (xâm chiếm Tây Kỳ)". Tức giận vì luận điệu sai trái của Pháp, ông viết một bài báo bằng tiếng Pháp gửi đến tòa soạn báo Le Peuple với nội dung phản bác lại quan điểm của người Pháp, đồng thời cổ vũ và động viên người dân Tây Nguyên chống Pháp. Khi bài báo được đăng, ông được Chủ tịch Hồ Chí Minh mời đến gặp mặt ở Bắc Bộ phủ (cùng với Thường trực Quốc hội Y Ngông Niê Kdăm). Qua bài báo đăng trên tờ Le Peuple, Ksor Ní được xem như người Tây Nguyên đầu tiên viết báo, và cũng là người Việt Nam đầu tiên viết báo cách mạng ở Tây Nguyên.
Trong thời gian ba tháng, Ksor Ní bắt đầu học đọc và viết tiếng phổ thông, do trước kia ông chỉ biết tiếng Pháp do học trường Pháp ngữ từ bé. Ông vào công tác ở Phòng Văn xã của Nha Dân tộc Trung ương. Ngày 15 tháng 12 năm 1946, ông được kết nạp vào Đảng Cộng sản Đông Dương. Khi Toàn quốc kháng chiến bùng nổ, ông đang giữ chức vụ Trưởng phòng Vận động quốc dân thiểu số huyện Cheo Reo.
Tháng 2 năm 1947, Ksor Ní là Tổ trưởng Đảng (gồm ba người) thuộc Chi bộ cơ quan Ban vận động quốc dân thiểu số tỉnh Đắk Lắk (đóng ở Phú Yên). Tháng 3 năm 1947, ông trở thành Phó Chủ tịch Ủy ban Kháng chiến hành chính huyện Cheo Reo. Ngày 10 tháng 8 năm 1947, Chi bộ Đảng Cộng sản đầu tiên của huyện H2 tức Cheo Reo (tiền thân của các huyện Phú Thiện, Ia Pa, Krông Pa và thị xã Ayun Pa ngày nay) được thành lập, do Ksor Ní làm Bí thư, Rơ Chăm Thép làm Phó Bí thư và Rơ Chăm Buk làm Ủy viên. Năm 1948, Ksor Ní được bầu làm Bí thư Ban cán sự đảng huyện Cheo Reo kiêm Chủ tịch Ủy ban Kháng chiến hành chính huyện Cheo Reo.
Tháng 6 năm 1949, ông được điều về Gia Lai làm Ủy viên Ban cán sự Đảng tỉnh Gia Lai, Phó Chủ tịch Ủy ban Kháng chiến hành chính tỉnh Gia Lai. Ngày 15 tháng 4 năm 1950, hai tỉnh Gia Lai và Kon Tum được sáp nhập thành tỉnh Gia Lai – Kon Tum (gọi tắt là tỉnh Gia Kon), ông tiếp tục là Ủy viên Ban cán sự Đảng tỉnh Gia Lai – Kon Tum phụ trách chính quyền. Năm 1953, ông nhận thêm vai trò Phó Ban chính trị Trung đoàn 120 (E120), được phân công làm Bí thư Huyện ủy Đắk Bớt thay Đỗ Duy Tư, kiêm Chính trị viên Huyện đội. Tháng 1 năm 1954, ông là Phó ban Tác chiến huyện Đắk Bớt.

### Kháng chiến chống Mỹ
Tháng 7 năm 1954, ông được bổ nhiệm làm Phó Trưởng đoàn Ban Liên hiệp quân sự đình chiến đóng tại Quy Nhơn (Bình Định). Sau khi công tác đình chiến chấm dứt, tháng 3 năm 1955, ông cùng gia đình tập kết ra miền Bắc, công tác tại Ủy ban Liên hiệp Đình chiến Trung ương. Tháng 5 năm 1955, Trường Dân tộc Trung ương (Mễ Trì, Hà Nội) được thành lập, do Y Ngông Niê Kdăm là Hiệu trưởng, Ksor Ní tham gia ban lãnh đạo nhà trường cùng Nay Der, Nay Phin, Lý Tất Cang, Ama Khê,... và giữ chức Trưởng phòng Giáo vụ. Năm 1959, sau khi được cử đi học lý luận cơ bản cho cán bộ trung cao tại Phân hiệu I Trường Nguyễn Ái Quốc, ông trở về Trường Dân tộc Trung ương, giữ chức vụ Bí thư Đảng ủy, Hiệu trưởng nhà trường.
Năm 1964, Ksor Ní trở về miền Nam. Tháng 3 năm 1965, ông là Ủy viên Ban Miền núi Liên khu V. Tháng 4 năm 1966, ông là Phó Giám đốc Trường Đảng khu cho cán bộ dân tộc trong Liên khu V. Năm 1967, ông làm Phó Bí thư Tỉnh ủy Gia Lai, lần lượt phụ trách Trưởng ban Dân vận, Trưởng ban Đấu tranh chính trị, Trưởng ban Binh vận, rồi Trưởng ban Tuyên huấn tỉnh Gia Lai.
Tháng 1 năm 1968, để phục vụ cho kế hoạch Tổng tiến công và nổi dậy Tết Mậu Thân, Ksor Ní được phân công phụ trách chỉ đạo hướng tiến công thị xã Pleiku. Ban chỉ huy đóng chân tại căn cứ xã Gào. Ngày 5 tháng 7 năm 1968, ông được phân công làm Chủ tịch Ủy ban nhân dân cách mạng tỉnh Gia Lai kiêm Bí thư Đảng đoàn chính quyền phụ trách chính quyền, Chỉ huy trưởng Tiền phương chiến dịch Xuân 1968 tỉnh, Ngô Thành làm Phó Chủ tịch.
Tháng 8 năm 1969, tại Đại hội đại biểu Đảng bộ tỉnh Gia Lai lần thứ ba, diễn ra ở làng Teng Leng (nay là xã Krong, huyện Kbang), Trần Văn Bình được bầu làm Bí thư Tỉnh ủy, Phạm Xong (Hồng), Ksor Ní, Kpă Thìn được bầu làm Phó Bí thư Tỉnh ủy. Đến Đại hội đại biểu Đảng bộ tỉnh lần thứ tư (tháng 9 năm 1971) ở thị trấn Dân chủ (huyện Kbang), ông vẫn được bầu làm Phó Bí thư, lần lượt phụ trách Ban Thi đua, Ban Tuyên huấn, Ban Kinh tài của Tỉnh ủy.
Đầu năm 1973, sau khi Hiệp định Paris được ký kết, ông là Ủy viên Ban cán sự kiêm phó đoàn Ban Liên hiệp bốn bên và hai bên Khu vực 3 Pleiku. Tháng 5 năm 1973, ông cùng Thường vụ Tỉnh ủy đã đưa ra chỉ thị cho Đảng bộ Gia Lai về "đẩy mạnh hơn nữa lãnh đạo phong trào tiến công quân sự, đấu tranh chính trị và binh vận, buộc địch phải thi hành Hiệp định". Tháng 10, Đại hội đại biểu Đảng bộ tỉnh lần thứ năm được tổ chức ở làng Salam Vir (xã Krong), Trần Văn Bình tiếp tục được bầu làm Bí thư Tỉnh ủy, Ksor Ní, Kpă Thìn và Ngô Thành được bầu làm Phó Bí thư Tỉnh ủy. Ngày 19 tháng 4 năm 1974, Trần Văn Bình qua đời, Thường vụ Khu ủy V chỉ định ông Ksor Ní làm Bí thư Tỉnh ủy Gia Lai.
Ngày 17 tháng 3 năm 1975, thị xã Pleiku được giải phóng. Ngày 18 tháng 3, Ủy ban Quân quản tỉnh Gia Lai được thành lập, do Ksor Ní làm Chủ tịch; Lê An, Đặng Ngọc Bân làm Phó Chủ tịch. Ủy ban Quân quản nhanh chóng họp bàn giải quyết hậu quả chiến tranh với ba vấn đề lớn: Yêu cầu binh lính và công nhân viên chính quyền Sài Gòn phải ra trình diện; cứu đói người dân chạy nạn trên đường 7; huy động lực lượng, xe vận tải đến giúp đỡ quân đội tiến công giải phóng Nha Trang, Phú Yên và miền Đông Nam Bộ. Ngày 15 tháng 5, ông cùng Tỉnh ủy Gia Lai tổ chức cuộc mít tinh ăn mừng thắng lợi ở sân vận động thị xã Pleiku.

## Sau chiến tranh
Ngày 29 tháng 10 năm 1975, Ủy ban nhân dân cách mạng Khu Trung Trung bộ ra quyết định nhập hai tỉnh Gia Lai và Kon Tum thành tỉnh Gia Lai – Kon Tum. Ủy ban nhân dân lâm thời tỉnh Gia Lai – Kon Tum được thành lập thay thế Ủy ban Quân quản, do ông Ksor Ní làm Chủ tịch, Phan Quyết, Ksor Krơn, Ngô Thành là Phó Chủ tịch. Ban Chấp hành Đảng bộ lâm thời Gia Lai – Kon Tum được thành lập do Trần Kiên làm Bí thư, Võ Trung Thành làm Phó Bí thư thường trực, Phan Phụ và Ksor Ní làm Phó Bí thư. Đến tháng 11, khi Đại hội đại biểu Đảng bộ tỉnh Gia Lai – Kon Tum được tổ chức, ông thôi chức Phó Bí thư Tỉnh ủy, vẫn làm Ủy viên Ban Thường vụ Tỉnh ủy.
Đầu năm 1977, ông được bầu làm Chủ tịch Ủy ban nhân dân tỉnh Gia Lai – Kon Tum. Trong thời gian làm Chủ tịch tỉnh, ông đã tham gia chỉ đạo các trận chiến chống lại quân Khmer Đỏ tấn công Đức Cơ (1978), cũng như truy quét FULRO trong mười năm liên tiếp. Tháng 7 năm 1981, ông thôi chức vụ Chủ tịch tỉnh, làm Ủy viên Ban Thường vụ Tỉnh ủy, Trưởng Ban Kinh tế - Kế hoạch Tỉnh ủy Gia Lai - Kon Tum. Từ năm 1983 đến 1988, ông làm Trưởng Ban Kinh tế - Kế hoạch Tỉnh ủy Gia Lai - Kon Tum.
Tháng 12 năm 1988, ông nghỉ công tác, đến tháng 1 năm 1990 thì chính thức nghỉ hưu. Ông mất ngày 15 tháng 2 năm 2019, thọ 95 tuổi.

## Gia đình
Ksor Ní có vợ là bà Nguyễn Thị Chín, người Ba Na ở Bình Định, tập kết ra Bắc năm 1954. Hai ông bà có bốn người con: Kpă Phương, Ksor Phước (Kpă Bình), Ksor H'Nham, Ksor Nham.
Con trai cả Kpă Phương là cán bộ hưu trí. Con trai thứ hai Ksor Phước từng giữ chức vụ Ủy viên Trung ương Đảng Cộng sản Việt Nam, Bí thư Tỉnh ủy Gia Lai, Bộ trưởng Chủ nhiệm Ủy ban Dân tộc, Chủ tịch Hội đồng Dân tộc của Quốc hội. Con gái Ksor H'Nham là cán bộ hưu trí. Con trai út Ksor Nham là Trung tướng Công an nhân dân Việt Nam, từng giữ chức Phó Bí thư Tỉnh ủy, Chủ tịch Hội đồng nhân dân tỉnh Gia Lai.
Con gái của ông Ksor Phước là Ksor Phước Hà, Trung tá Công an nhân dân Việt Nam, nguyên Đại biểu Quốc hội.

## Bên lề
Tháng 4 năm 1946, xúc động trước bức thư của Chủ tịch Hồ Chí Minh gửi Đại hội các dân tộc thiểu số miền Nam, ông Ksor Ní đã viết bài ca Ca ngợi Chủ tịch Hồ Chí Minh dựa theo điệu Tuốt gươm thiêng của người Jrai. Bài hát được viết bằng song ngữ Jrai–Việt. Sau này, ông thường đọc lại phần lời bài hát như một bài thơ.
Năm 1974, với tư cách là Phó Bí thư Tỉnh ủy, ông đã mở cuộc trưng cầu ý kiến của cán bộ và người dân trong tỉnh Gia Lai để hưởng ứng chủ trương kêu gọi đóng góp đặc sản xây dựng lăng Chủ tịch Hồ Chí Minh. Sau khi thống nhất lựa chọn gỗ trắc, chính ông là người đã chặt nhát rìu đầu tiên ở xã Hà Nừng, mở đầu cho việc "lên rừng đốn gỗ".

## Tặng thưởng
- Huân chương Độc lập hạng Nhất
- Huân chương Kháng chiến chống Pháp hạng Nhì
- Huân chương Kháng chiến chống Mỹ hạng Nhất
- Huân chương Giải phóng hạng Nhất, hạng Nhì
- Huân chương Quyết thắng hạng Nhất
- Huy hiệu 50, 60, 65, 70 năm tuổi Đảng
- Danh hiệu "Cán bộ tiền khởi nghĩa"